# 김선경 (1968년)
김선경(한국 한자: 金宣敬, 1968년 1월 25일 ~ )은 대한민국의 배우이다.
1988년 KBS 《젊음의 행진》여자 MC 콘테스트로 데뷔했으며 이후 영화와 뮤지컬에서 활동했다. 영화로는 《H》, 《신장개업》 등에서 조연으로 출연했으며 뮤지컬 계에서 두각을 나타냈다. 뮤지컬 《사운드 오브 뮤직》, 《미녀와 야수》, 《로마의 휴일》, 《몽유도원도》, 《파우스트》, 《루나틱》등을 통해 대중적인 스타로 발돋움했으나 《몽유도원도》 연습 도중 목 혈관이 터졌고 그 이후 한동안 뮤지컬계를 떠나야 했다. 뮤지컬 대상 인기상을 8회부터 10회까지 수상한 바 있다.

## 학력
- 안양예술고등학교 연극영화과 (졸업)
- 총신대학교 종교음악학과 (졸업)
- 경희대학교 대학원 홍보마케팅학과 (졸업)

## 출연

### 드라마
- 1987년 KBS1 청춘드라마 《사랑이 꽃피는 나무》
- 1989년 KBS1 특집드라마 《비극은 없다》
- 1993년 MBC 미니시리즈 《걸어서 하늘까지》
- 1995년 MBC 미니시리즈 《전쟁과 사랑》
- 2007년 MBC 미니시리즈 《태왕사신기》 ... 연부인 역
- 2008년 MBC 일일시트콤 《크크섬의 비밀》 ... 김부장 역
- 2010년 KBS1 주말 특별기획 《거상 김만덕》 ... 묘향 역
- 2011년 KBS2 미니시리즈 《포세이돈》 ... 고나경 역
- 2011년 KBS2 미니시리즈 《강력반》 ... 임경은 역
- 2011년 MBC 미니시리즈 《넌 내게 반했어》 ... 실용음악과 교수 역
- 2011년 KBS2 미니시리즈 《영광의 재인》 ... 임정옥 역
- 2012년 MBC 미니시리즈 《해를 품은 달》 ... 대비 한씨 역
- 2012년 채널A 미니시리즈 《불후의 명작》 ... 최진미 역
- 2012년~2013년 MBC 수목드라마 《보고싶다》 ... 정혜미(미쉘 킴) 역 (특별출연)
- 2013년 SBS 미니시리즈 《장옥정, 사랑에 살다》 ... 명성왕후 역
- 2013년 Mnet 미니시리즈 《몬스타》 ... 최경 역
- 2014년 KBS2 미니시리즈 《태양은 가득히》 ... 민실장 역
- 2014년 KBS2 단막극 《KBS 드라마 스페셜 - 칠흑》 ... 권유정 역
- 2015년 KBS2 금요드라마 《오렌지 마말레이드》 ... 원상구 역
- 2015년 SBS 일일연속극 《마녀의 성》 ... 서밀래 역
- 2017년 MBC 수목드라마 《군주 - 가면의 주인》 ... 중전 역
- 2018년 KBS2 미니시리즈 《슈츠》 ... 조은수 역
- 2018년 MBC 월화드라마 《검법남녀》 ... 닥터 박 역 (21회 특별출연)
- 2019년 JTBC 금토드라마 《초콜릿》 ... 윤혜미 역
- 2020년 JTBC 금토드라마 《부부의 세계》 ... 엄효정 역
- 2023년 KBS1 일일드라마 《우당탕탕 패밀리》 ... 고춘영 역
- 2024년 SBS 금토드라마 《재벌X형사》... 재벌 사모님 역 (3회 특별출연)
- 2024년 MBC 금토드라마 《우리, 집》 … 최 여사 역
- 2024년 KBS2 주말드라마 《다리미 패밀리》... 윤미옥 역

## 영화
- 1987 《꺾여진 날개》
- 1989 《오! 꿈의 나라》
- 1990 《장군의 아들》
- 1990 《젊은 날의 초상》
- 1990 《나의 사랑 나의 신부》 ... 카페 마담 역
- 1990 《돌아온 손오공 - 동훈별곡》
- 1991 《장군의 아들 2》
- 1991 《사랑과 죽음의 메아리》 ... 숙자 역
- 1991 《경마장 가는 길》 ... R의 여동생 명자 역
- 1992 《장군의 아들 3》
- 1992 《이혼하지 않은 여자》
- 1992 《결혼 이야기》 ... 여자 진행자 역
- 1992 《비에 젖어서야 사랑하노라》
- 1992 《처녀 아리랑》
- 1996 《은행나무 침대》 ... 체험자들 역
- 1999 《신장개업》 ... 홍사장 부인 역
- 2002 《라이터를 켜라》 ... 철곤 처 애숙 역
- 2002 《H》 ... 정신과 여의사 추경숙 역
- 2011 《써니》 ... 복희 역
- 2013 《동창생》 ... 장부인 역
- 2015 《미안해 사랑해 고마워》 ... 주인영 작가 역
- 2020 《오! 문희》 ... 판금박 역
- 2020 《이웃사촌》 ... 영자 역

## 연극 • 뮤지컬
- 1991 《사운드 오브 뮤직》
- 1992 《장보고 열리는 바다》
- 1995 《유화의 노래》
- 1998 《드라큘라》
- 1999 《라이프》
- 1999 《미녀와 야수》
- 1999 《아름다운 사인》
- 2000 《드라큘라》
- 2000 《로마의 휴일》
- 2000 《홀스또메르》
- 2001 《I Love musical 2 '시카고'》
- 2001 《에밀레 에밀레》
- 2001 《록키호러쇼》
- 2001 《젊은 베르테르의 슬픔》
- 2001 《틱틱붐》
- 2002 《캬바레》
- 2002 《갬블러》
- 2002 《몽유도원도》
- 2003 《넌센스 잼보리》
- 2003 《킹 앤 아이》
- 2004 《투맨》
- 2004 《파우스트》
- 2004 《Crazy for you》
- 2004 《브로드웨이 42번가》
- 2005 《아가씨와 건달들》
- 2005 《루나틱》
- 2005 《그녀만의 축복》
- 2005 《피핀》
- 2006 《루나틱》
- 2007 《지저스 크라이스트 수퍼스타》
- 2007 《하루》
- 2008 《맘마미아》
- 2008 《클레오파트라》
- 2009 《진짜 진짜 좋아해》
- 2009 《당신도 울고 있나요?》
- 2010 《루나틱》
- 2010 《시라노 드 베르쥬락》
- 2013 《요셉 어메이징》
- 2013 《무녀도동리》
- 2014 《홀스또메르》
- 2015 《쿠거》
- 2016 《브로드웨이 42번가》
- 2017 《오캐롤》
- 2018 《브로드웨이 42번가》
- 2018 《오캐롤》

### 예능
- 2016년 MBC 《미스터리 음악쇼 복면가왕》 ... 베틀 짜는 직녀
- 2020년 MBN 《우리 다시 사랑할 수 있을까 3 - 뜻밖의 커플》 ... 출연

## 수상
- 2017년 MBC 연기대상 미니시리즈 황금 연기상
- 2006년 제12회 한국뮤지컬대상 여우조연상
- 2004년 제10회 한국뮤지컬대상 인기상
- 2003년 제9회 한국뮤지컬대상 인기상
- 2002년 제8회 한국뮤지컬대상 인기상